# Contrazy
Contrazy – miejscowość i gmina we Francji, w regionie Oksytania, w departamencie Ariège.
Według danych na rok 1990 gminę zamieszkiwało 90 osób, a gęstość zaludnienia wynosiła 11 osób/km² (wśród 3020 gmin regionu Midi-Pireneje Contrazy plasuje się na 973. miejscu pod względem liczby ludności, natomiast pod względem powierzchni na miejscu 1232.).